# Брадок Хилс (Пенсилванија)
Брадок Хилс (енгл. Braddock Hills) град је у америчкој савезној држави Пенсилванија.

## Демографија
По попису из 2010. године број становника је 1.880, што је 118 (-5,9%) становника мање него 2000. године.
| Група             | 2000.         | 2010.         |
| Белци             | 1.582 (79,2%) | 1.282 (68,2%) |
| Афроамериканци    | 359 (18,0%)   | 525 (27,9%)   |
| Азијати           | 9 (0,5%)      | 6 (0,3%)      |
| Хиспаноамериканци | 11 (0,6%)     | 26 (1,4%)     |
| Укупно            | 1.998         | 1.880         |